# KuschelRock
KuschelRock ist eine regelmäßig erscheinende Musik-Kompilation. Die KuschelRock-Edition wird seit 1987 herausgegeben.

## Geschichte
Die erste KuschelRock wurde am 23. November 1987 zunächst auf zwei separaten CDs, zwei MCs und drei LPs noch von der CBS – Columbia Records veröffentlicht. Seinerzeit hatten die CDs noch 2 × 18 Songs. Eine Neuauflage wurde am 2. Februar 2004 mit 17 + 18 Titeln herausgegeben. Aufgrund des großen Erfolges erschienen die weiteren KuschelRock-Ausgaben im Jahrestakt.
KuschelRock 1–14 wurden aufgrund des großen Erfolges am 2. Februar 2004 als Neuauflage (mit teilweise weniger Songs) wieder veröffentlicht. In der Schweiz ist die Album-Reihe besonders erfolgreich. Bisher wurden die erschienenen Tonträger dort mit insgesamt sechs Goldenen und 31 Platin-Schallplatten ausgezeichnet. Die KuschelRock-Edition wird von Sony Music vertrieben.
Im Juli 2018 erschienen die Ausgaben 1 bis 10 in einer Best-of-Version. Dabei wurden die KuschelRock-Ausgaben 1 und 2, 3 und 4, 5 und 6, 7 und 8 sowie 9 und 10 auf jeweils eine Doppel-CD als Best-of-Album zusammengefasst.

## Ausgaben
Neben der klassischen KuschelRock (seit 1987 jährlich – bis September 2024 – 38 Ausgaben) gibt es inzwischen weitere Ausgaben verschiedener Musikrichtungen:
- KuschelKlassik (seit 1996 jährlich – bisher 20 Ausgaben; zwei Best Of; drei Ausgaben von Martin Ermen: Piano Dreams 1–3; Piano Dreams 4 von Martin Doepke; Piano Dreams 5)
- KuschelJazz (2003–2011 – 7 Ausgaben) – Kuscheljazz 1, 2, 4, 5, 6, 7, 8 (3 wurde wegen exklusiver Veröffentlichungen (siehe unten) ausgelassen)
- KuschelJazz (2002–2005 – 3 Ausgaben) – Ausgabe bei Bertelsmann, durchgehend nummeriert, andere Trackliste
- KuschelRock Special Edition (seit 1997 unregelmäßig) – bisher sind folgende Ausgaben erschienen:
  - 1997: Happy Birthday (Best of)
  - 1999: Movie Songs
  - 2001: Magic Moments in Soul
  - 2002: The Most Beautiful Duets
  - 2003: Feelings of the Seventies
  - 2006: Die schönsten Sommerballaden
  - 2007: Die schönsten deutschen Lovesongs
  - 2008: The Very Best of (Doppel-CD)
  - 2009: Austropop zum Kuscheln
  - 2009: Lovesongs of the 80's
  - 2010: Rock Hymnen
  - 2010: Christmas (3er CD-Box)
  - 2011: Always & Forever (3er CD-Box)
  - 2012: Die Schönsten deutschen Lovesongs 2
  - 2012: Christmas (2. Auflage der 3er CD-Box)
- KuschelRock Platin Edition (2011 – 25 Jahre – Das Beste)
- KuschelRock DVD (von 2002 bis 2006 jährlich – bisher 5 Ausgaben)
- Knuffelrock (in den Niederlanden und Flandern)
- KuschelLounge (seit 2012 jährlich – bisher 3 Ausgaben)
- KuschelRock Lovesongs of the 90s (2016)